# Ordoliberalisme
Het ordoliberalisme is een visie op de economie binnen het liberalisme, die is ontstaan en ontwikkeld in het Duitsland van de jaren dertig tot de jaren vijftig van de twintigste eeuw. De ideeën werden aanvankelijk gepresenteerd onder de term ‘neoliberalisme’. De term ordoliberalisme werd in 1950 door Hero Moeller geïntroduceerd met verwijzing naar het tijdschrift ORDO. Buiten Duitsland bleef de term ook wel in gebruik als synoniem met ordoliberalisme.
Kern van deze filosofie is het verlaten van het oudere liberale principe van laisser-faire, vanuit het besef dat markten niet vanzelf ontstaan en door overheden moeten worden gecreëerd en gereguleerd, door het scheppen van rechtszekerheid, contractvrijheid en andere randvoorwaarden voor vrije concurrentie. Deze gedachte ontstond in reactie op de monopolie- en kartelvorming die zich vanaf eind 19e eeuw had voorgedaan, en die beschouwd werd als bedreiging voor het concurrentieprincipe.
De benaming neoliberalisme raakte gaandeweg in onbruik, tot in de jaren 1970 de term neoliberalisme opnieuw opdook, maar nu in een nieuwe betekenis. Na de Tweede Wereldoorlog bleef het ordoliberale denken (het oorspronkelijke neoliberalisme) vooral invloedrijk in Duitsland, waar het mede de basis vormde voor de sociale markteconomie. Elders leeft het voort onder diverse termen als progressief liberalisme, links liberalisme, sociaalliberalisme en in de sociaaldemocratie de Derde weg.

## Ontstaan en naamgeving

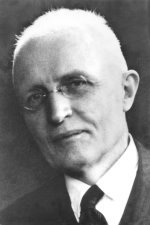
Walter Eucken, mede-oprichter van de Freiburger Schule des Ordoliberalismus

Het ordoliberalisme ontstond in Duitsland in de tijdgeest van de jaren dertig tijdens de Grote Depressie, die gekenmerkt werd door vergaand overheidsingrijpen in de economie (keynesiaanse theorie). Het was voornamelijk een reactie op de negatieve effecten van het 19e-eeuwse laisser-faire-liberalisme, dat staat voor een ongebreideld kapitalisme zonder ingrijpen van de staat. Daarbij kwamen de economische experimenten in de Weimarer Republiek, die ontaardde in complete chaos, en het totalitarisme in nazi-Duitsland en de Sovjet-Unie), die gekenmerkt werden door een extreme inperking van de individuele vrijheid.
Deze filosofie ontstond geleidelijk en werd beïnvloed door verschillende economische denkers, maar werd vooral vormgegeven binnen de in 1937 door Walter Eucken, Franz Böhm en Hans Großmann-Doerth opgerichte "Freiburger Schule der Nationalökonomie" van de Universiteit van Freiburg, kortweg Freiburger Schule genoemd. Samen met nog andere wetenschappers werd het concept verder ontwikkeld. Kern van de leer was het ordenen van de economie ("Ordnung der Wirtschaft"). Volgens Eucken zijn Vrijheid en ordening geen tegenstelling, maar zijn ze van elkaar afhankelijk: "Freiheit und Ordnung sind kein Gegensatz. Sie bedingen einander."
Aanvankelijk werd gekozen voor de term neoliberalisme, om aan te geven dat het ging om een nieuwe benadering van de economie, die afweek van het zuivere economische liberalisme met zijn strikte markteconomie; nieuw ten opzichte van het oude laisser-faire-liberalisme. De term werd in 1938 gelanceerd op het Walter Lippmann Colloquium in Parijs. Op uitnodiging van de Franse filosoof Louis Rougier kwamen liberale intellectuelen en economen daar bijeen om een alternatief te ontwikkelen voor het in populariteit afgenomen klassiek liberalisme en de als bedreigend ervaren opkomst van het collectivisme en socialisme. De Duitse sociaalwetenschapper Alexander Rüstow introduceerde er als eerste de term neoliberalisme met de woorden: "Der neue Liberalismus, den ich mit meinen Freunden vertrete, fordert einen starken Staat, einen Staat oberhalb der Wirtschaft, oberhalb der Interessenten, da, wo er hingehört." De Franse econoom Bernard Lavergne leverde de term 'néo-liberalisme'.
Eucken zelf weigerde zijn ideeën van een economische middenweg in het hokje van neoliberalisme of enig ander isme te stoppen, omdat het daarmee meer een discussie om slagwoorden zou worden, dan om het uitwisselen van wetenschappelijke argumenten.
In 1948 richtten Eucken en Böhm het vaktijdschrift ORDO op, waarin het neoliberalisme vanuit verschillende disciplines werd besproken. In 1950 introduceerde Hero Moeller de term ordoliberalisme, met verwijzing naar het tijdschrift ORDO. ORDO zelf hanteerde deze pas een decennium later, waarna de term in Duitsland in algemeen gebruikelijk werd. Buiten Duitsland bleef de term ook wel in gebruik als synoniem met ordoliberalisme.
Ironisch genoeg kwam het woord neoliberalisme later juist in een andere betekenis in gebruik als kritiserende aanduiding van de ontwikkelingen sinds de jaren 1970, waarin het economische beleid werd gedomineerd door globalisering, deregulering, privatisering en terugtreden van de overheid. De paradox is dat neoliberalisme oorspronkelijk stond voor een gematigde vorm van economische liberalisme, waarin de overheid een regulerende rol moet spelen, terwijl het voor tegenstanders van het economische liberalisme in de hedendaagse betekenis staat voor het keihard doorgevoerde liberalisme dat juist verantwoordelijk was voor het terugdringen van overheidsbemoeienis en de afbraak van staatsinstellingen.

## Ideeën
Het ordoliberalisme wordt voorgesteld als een derde weg tussen enerzijds het klassieke liberalisme (laisser-faire-liberalisme), dat minimale overheidsinvloed beoogt, en anderzijds het klassieke socialisme en communisme, dat via een strikte plan-economie de economie geheel van bovenaf wil leiden. Het wezenlijke verschil met het klassieke liberalisme is de aanname dat een goed functionerende markt niet vanzelf ontstaat, maar door de staat moet worden gecreëerd en instandgehouden.
De leer omvat verschillende economische en politieke concepten van het liberalisme. Net als het klassiek liberalisme keert het ordoliberalisme zich tegen actief ingrijpen van de staat in de economie, maar pleit daarentegen wel voor een regulerende rol van de overheid. Deze dient concurrentie te garanderen door het bestrijden van monopolies en oligopolies, met de nadruk op de onderlinge afhankelijkheid van de economische vrijheid. Derhalve wordt marktwerking gecombineerd met overheidsbeleid. Andere elementen zijn een monetair beleid om inflatie en deflatie te beheersen, het garanderen van privaat eigendom en een zekere mate van inkomenspolitiek, bijvoorbeeld door het instellen van minimumlonen. Ook milieu beleid kan daarbij horen.
Het Colloquium definieerde in 1938 neoliberalisme als "de prioriteit van het prijsmechanisme, het vrije ondernemerschap, het systeem van concurrentie en een sterke en onpartijdige staat."
Sociale markteconomie, ingebed in het liberalisme, is – in ieder geval in Duitsland – een wezenlijk element van zowel het ordoliberalisme als het hedendaagse neoliberalisme. Met dit sociale element onderscheidt het zich principieel van het klassieke liberalisme. De overheid zorgt bijvoorbeeld voor een eerlijk concurrentie-systeem, sociale voorzieningen en een loonpolitiek. Ook in het ordoliberalisme/neoliberalisme blijft echter de vrije markt en een zo klein mogelijke overheid voorop staan. Het neoliberalisme vanaf de 1970er jaren kenmerkt zich dan ook juist door een tegengestelde richting, waarbij het sociale element nog wel aanwezig blijft, maar in afgezwakte vorm. De meeste Westerse economieën zijn thans gebaseerd op de principes van het neoliberalisme.
Friedrich August von Hayek wordt beschouwd als een van de belangrijkste vertegenwoordigers van het ordoliberalisme in de Angelsaksische landen. Daar ligt deze stroming veel dichter bij het klassieke liberalisme, met meer nadruk op de zelfsturende markt. Hayek speelde tevens een belangrijke rol in de economische traditie van de Oostenrijkse school.

## Invloed van het nationaalsocialisme en latere ontwikkelingen
Binnen de Freiburger Schule ontstond een academische groep die zich uitsprak tegen het economische beleid van het nationaalsocialisme, dat gekenmerkt werd door een sterke centrale aansturing, maar ook door onderdrukking van de politieke vrijheid. Deze zogenaamde "Freiburger Kreisen" kwamen dan ook in conflict met het nazi-regime. Door deze repressie en het uitbreken van de Tweede Wereldoorlog raakten de ordoliberale denkers verspreid. Veel van hen vluchtten naar het buitenland; de weinigen die in Duitsland achterbleven werden door de nazi's vervolgd, tenzij zij zich schikten naar de officiële opvattingen van het nazi-regime.
De ordoliberale school nam in de 1940er jaren afstand van Großmann-Doerth, toen deze zich aansloot bij het nationaalsocialisme. Großmann-Doerth huldigde de opvatting dat joodse ondernemers met gewetenloze middelen in hoge mate bijdroegen aan de uitwassen van de concurrentie.
In Zwitserland verzamelde de econoom Friedrich Hayek de restanten van de beweging, nu rond een veel rechtser programma. Op een door hem georganiseerde conferentie van 1-10 april 1947 werd de internationale neoliberale Mont Pèlerin Society (MPS) opgericht door de 36 deelnemers. Vijftien daarvan hadden eerder deelgenomen aan het Walter Lippmann Colloquium.
De Mont Pèlerin Society wilde tegenwicht bieden aan de naoorlogse tendens van geleide economie, interventionisme en nationaliseringen. Zij bepleitte een herwaardering van politieke vrijheid en vrijemarkteconomie. Hayek, gerekend tot de eerste neoliberalen, zou later inspirator worden van Margaret Thatcher en Ronald Reagan. Een van de leden van de MPS was de hardcore liberale econoom Milton Friedman. Aanvankelijk omarmde ook Friedman het ordoliberalisme, maar uiteindelijk werd hij een van de belangrijkste bepleiters van het zuivere economische liberalisme van de vrije markt.
In 1954 werd in Freiburg het Walter Eucken Institut opgericht. Dit vooraanstaande sociaal- en economisch onderzoeksinstituut aan de Albert-Ludwigs-Universität houdt zich tot op heden met name bezig met onderzoek op het gebied van het ordoliberalisme.
Het ordoliberale denken (het oorspronkelijke neoliberalisme) bleef vooral invloedrijk in Duitsland, waar het mede de basis vormde voor de sociale markteconomie. Elders leeft het voort onder diverse termen als progressief liberalisme, links liberalisme, sociaalliberalisme en in de sociaaldemocratie de Derde weg.
Neoliberalisme heeft als term tegenwoordig geen eenduidige betekenis meer. Onder academici wordt zij maar weinig gebruikt. Zij wordt daarentegen veelvuldig gebruikt in negatieve betekenis door tegenstanders van een liberale economie. Voorstanders vermijden de term daardoor juist. Vaak wordt het neoliberalisme eenvoudig genoemd zonder het nader te definiëren.